# Heinrich von Mansdorf
Heinrich von Mansdorf (* vor 1419 in Mansdorf in der Markgrafschaft Meißen; † 13. September 1426 in Freiburg im Breisgau) war von 1419 bis 1426 Abt des Klosters St. Gallen. 

## Leben
Heinrich wurde Abt von St. Gallen, nachdem Konrad von Pegau zurückgetreten war. Der Papst Martin V. ernannte ihn. Zuvor war er Propst des Klosters Pegau in Schkölen im Bistum Naumburg gewesen. 

## Wirken
Er bestätigte bald nach seinem Amtsantritt, am 9. Juli 1419, wie die Form es vorsah, die Rechte und Freiheiten der Stadt St. Gallen. Am 10. und 11. August 1419 bestätigte er sie der Stadt Wil und am 27. August der Stadt Wangen. Abt Heinrich bemühte sich, die ökonomischen Grundlagen seines Klosters zu verbessern. Dazu wollte er den Streit mit Appenzell, der in der Regierungszeit Kunos von Stoffeln begonnen und im Appenzellerkrieg, bei dem St. Gallen unterlegen war, gegipfelt hatte, beilegen. Die Appenzeller verweigerten nämlich seit 11 Jahren alle Zinsleistungen. Die sieben Orte hielten mehrere ergebnislos verlaufende Rechtstage ab und fällten schliesslich, am 6. Mai 1421, einen Schiedsspruch, den Abt Heinrich annahm, die Appenzeller aber ignorierten. Ohne Erfolg verlief auch seine Bitte um Unterstützung an König Sigmund. Zwar bestätigte ihm dieser am 10. August 1422 alle Lehen, Rechte und Freiheiten des Klosters und ermahnte die umliegenden Mächte, sich der Sache der Abtei St. Gallen anzunehmen, doch niemand reagierte auf diese Aufforderung. Die kirchlichen Behörden schliesslich unterstützten Heinrich. Der Domscholasticus von Speyer, Berchtold von Wildungen, übernahm am 10. Dezember 1425 die Regelung des Appenzellerhandels. Am 4. Februar 1426 forderte er die Appenzeller dann auf, sich binnen 30 Tagen zu unterwerfen. Diese erklärten sich daraufhin zu Verhandlungen bereit, allerdings zu spät; am 10. April 1426 wurden sie mit dem Kirchenbann belegt. Abt Heinrich starb auf der Rückreise von Speyer, wo er die Verschärfung des Bannes gegen die Appenzeller betrieben hatte, in Freiburg im Breisgau. Begraben wurde er im Kloster St. Blasien, wo sein Epitaph beschrieben wurde.